# Baxter, Vera Baxter
Pour plus de détails, voir Fiche technique et Distribution.
Baxter, Vera Baxter est un film français, réalisé par Marguerite Duras, sorti en 1977.

## Synopsis
Vera Baxter vit terrée dans une villa de Thionville-sur-Mer. Elle qui n'a aimé que son mari, Jean, se confie à une ancienne maîtresse de ce dernier. Elle lui raconte comment il a payé très cher un journaliste pour qu'il devienne son amant, lui qui était si volage.
Vera en a beaucoup souffert, songeant parfois au suicide.

## Fiche technique
- Autre titre : Les Plages de l'Atlantique
- Réalisation et scénario : Marguerite Duras
- Produit par Stéphane Tchalgadjieff
- Photographie : Sacha Vierny, Ghislain Cloquet, Jean Mascolo et Bruno Nuytten
- Assistant réalisateur : Robert Pansard-Besson
- Musique : Carlos d'Alessio
- Genre : drame psychologique
- Durée : 90 min
- Pays :  France
- Année : 8 juin 1977

## Distribution
- Claudine Gabay : Vera Baxter
- Delphine Seyrig : l'inconnue
- François Périer : Jean Baxter
- Gérard Depardieu : Michel Cayre
- Noëlle Châtelet : l'amie
- Claude Aufaure : Barman
- Nathalie Nell

## Théâtre
Un scénario du film, largement retravaillé, a été publié sous le titre de Vera Baxter ou les Plages de l'Atlantique (Albatros, 1980). C'est ce remaniement, dit Duras, « d'après lequel aurait dû être tourné Baxter, Vera Baxter ». Plus tard, la nouvelle version a fait objet d'une transposition au théâtre.
1985 : Vera Baxter ou les Plages de l'Atlantique de Marguerite Duras (1re version), adaptation et mise en scène Jean-Claude Amyl, décor Victor Salageanu, Théâtre de Poche Montparnasse
- Martine Pascal : Vera Baxter
- Jean-Marc Bory : L'Inconnu
- Isabelle Petit-Jacques : Monique Combès
- Jean-Loup Wolff : Michel Cayre
- Emmanuel Utwiller : Le Barman

1987 : Vera Baxter de Marguerite Duras (2e version), adaptation et mise en scène Jean-Claude Amyl, décor Nathalie Holt, La Criée Théâtre national de Marseille, Théâtre 14 Jean-Marie Serreau
- Martine Pascal : Vera Baxter
- Jean-Pierre Jorris : L'Inconnu
- Laurence Roy : Monique Combès
- Jean-Loup Wolff et Jean-Claude Amyl : Michel Cayre
- Emmanuel Utwiller : Le Barman

## DVD et Blu-Ray
Cette adaptation est éditée en DVD par l'INA en 2014.